# Eleutherodactylus glaphycompus
Eleutherodactylus glaphycompus é uma espécie de anfíbio  da família Eleutherodactylidae.
É endémica do Haiti.
Os seus habitats naturais são: florestas subtropicais ou tropicais húmidas de baixa altitude, regiões subtropicais ou tropicais húmidas de alta altitude e áreas rochosas.
Está ameaçada por perda de habitat.